# Hidrato de cloro-alumínio
Hidrato de cloro-alumínio é um grupo de sais, com fórmula AlnCl3n-m(OH)m. Ele é usado em desodorantes e na purificação de água, ajudando no processo de floculação.